# Джюн Воо-юн
Джюн Воо-юн (на корейски: 정우영) е южнокорейски футболист, играещ като полузащитник за германския Щутгарт. Участник в Купата на Азия 2023, като отбелязва първия гол срещу Малайзия при равенството - 3:3.

## Успехи
Байерн II
- Регионална лига на Бавария
  -  Шампион (1): 2018/19
- Трета Бундеслига
  -  Шампион (1): 2019/20
- Международна купа на Премиер лигата
  -  Носител (1): 2018/19

 Байерн
- Шампионат на Източна Азия
  -  Шампион (1): 2018/19
- Купа на Германия
  -  Носител (1): 2018/19

 Фрайбург
- Купа на Германия
  -  Финалист (1): 2021/22

 Южна Корея 14
- Юношески Азиатски игри
  -  Шампион (1): 2013

 Южна Корея до 17 г.
- Юношески Олимпийски игри
  -  Вицешампион (1): 2014

 Южна Корея до 20 г.
- Шампионат на Азия до 23 г.
  -  Шампион (1): 2020